# Hot Rats
Hot Rats drugi je studijski solo album američkog glazbenika Frank Zappe, koji izlazi u listopadu 1969.g. Ovaj Zappin album smatra se jednim od najboljih u njegovoj glazbenoj karijeri. Vrlo je melodičan i ima nekoliko izvrsnih solo dionica, a Zappa uspijeva istraživati i nove oblike suvremenog rocka. Na albumu gostuju mnogi glazbenici, Captain Beefheart, Don "Sugarcane" Harris, Jean Luc Ponty, John Guerin, PauI Humphrey i drugi. Zappa je producent, skladatelj i aranžer materijala na albumu. Primarni instrument u svim skladbama je gitara. U skladbama Willie The Pimp, Son of Mr. Green Genes, i The Gumbo Variations izvodi izvrsne i vrlo moćne solo dionice na gitari. 1987.g. izdavačka kuća "Rykodisc" izdaje reizdanje albuma na CD-u

## Popis pjesama
Sve pjesme napisao je Frank Zappa.
1. "Peaches En Regalia" – 3:38
2. "Willie the Pimp" – 9:16
3. "Son of Mr. Green Genes" – 9:00
4. "Little Umbrellas" – 3:04
5. "The Gumbo Variations" – 16:56
6. "It Must Be A Camel" – 5:15

## Izvođači
- Frank Zappa – Gitara, Udaraljke, Bas gitara
- Ian Underwood – Orgulje, Klarinet, Flauta, Klavir, Saksofon
- Max Bennett – Bas gitara
- Captain Beefheart – Harmonika, Vokal u skladbi "Willie the Pimp"
- John Guerin – Bubnjevi u skladbama "Willie the Pimp", "Little Umbrellas" i "It Must Be A Camel"
- Don "Sugarcane" Harris – Violina u skladbama "Willie the Pimp" i "The Gumbo Variations"
- Paul Humphrey – Bubnjevi u skladbama "Son of Mr. Green Genes" i "The Gumbo Variations"
- Shuggie Otis – Bas gitara u skladbi "Peaches en Regalia"
- Jean-Luc Ponty – Violina u skladbi "It Must Be A Camel"
- Ron Selico – Bubnjevi u skladbi "Peaches en Regalia"
- Lowell George - Gitara
- Harvey Shantz – Snorks

## Produkcija
- Producent: Frank Zappa
- Direktor projekta: Dick Kunc
- Projektanti: Cliff Goldstein, Jack Hunt, Brian Ingoldsby, Dick Kunc
- Aranžer: Frank Zappa
- Dizajn albuma: Cal Schenkel
- Dizajn: Cal Schenkel, John Williams

## Top lista
Album - Billboard (Sjeverna Amerika)
| Godina | Top lista  | Mjesto |
| ------ | ---------- | ------ |
| 1969   | Pop Albums | 173    |

## Vanjske poveznice
- O albumu Hot Rats vinyl vs. CD